# Сантол
Сантол (лат. Sandoricum koetjape) — плодовое дерево, вид рода Sandoricum семейства Мелиевые, произрастающее в Юго-Восточной Азии. Само дерево и его плоды имеют различные названия в разных языках, например, гратон (กระท้อน) в Таиланде, компем рич у кхмеров, тонг в Лаосе, донка у сингальцев, дикий мангостин в английском и ложный мангостин во французском.

## Описание

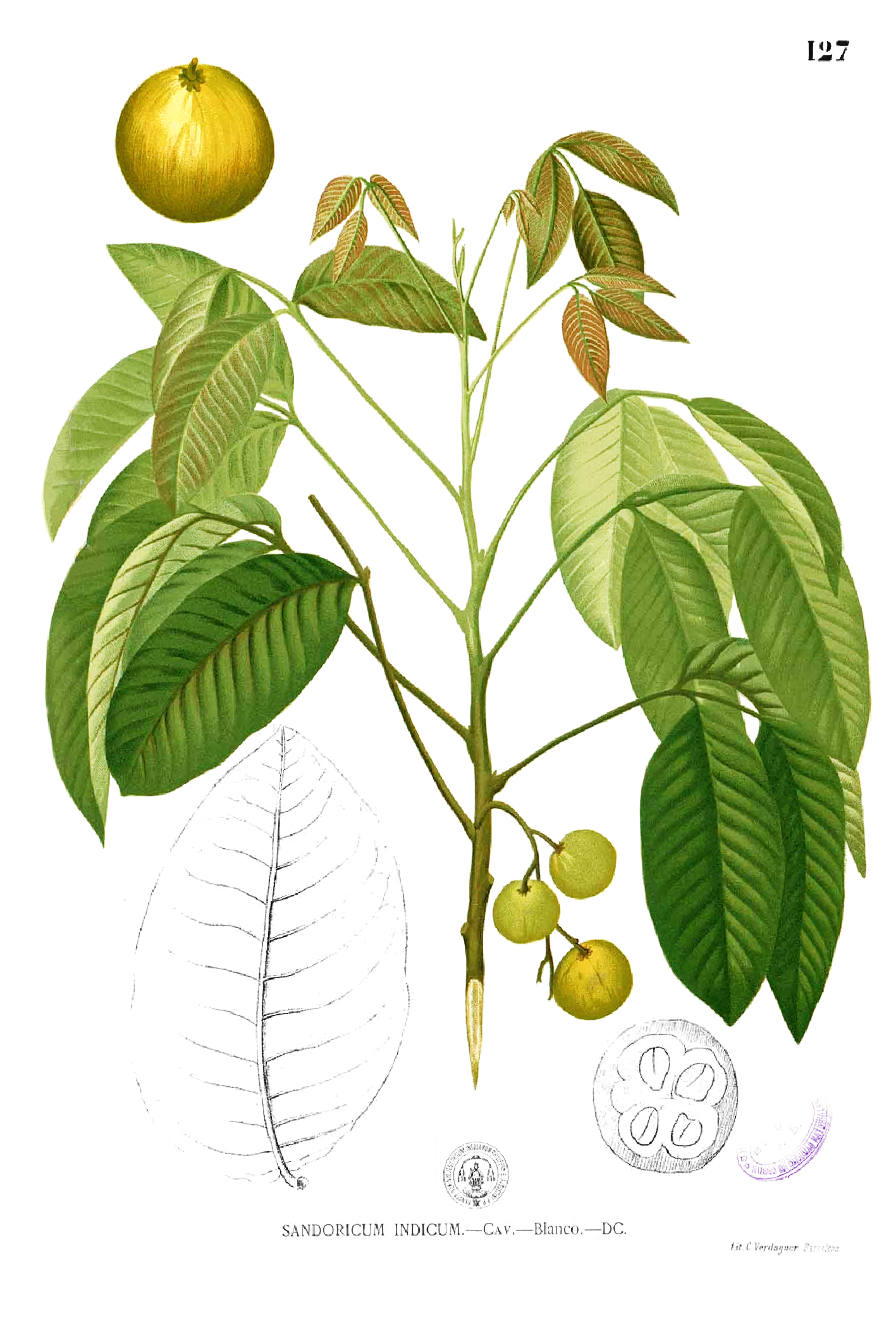
Сантол.

Сантол — вечнозелёное быстрорастущее дерево высотой 15-45 м с продолговатыми или эллиптическими листьями 15-30 см длиной.
Цветки сантола розовые или жёлто-зелёные, достигают 1 см в длину.
Плод сферический, 4-7,5 см диаметром. Существуют две разновидности сантоловых плодов, ранее считавшиеся разными видами — с желтоватой и красной бархатистой кожицей, содержащей латекс. У обоих типов внутри содержится белая прозрачная сочная сладкая мякоть с 3-5 крупными коричневыми несъедобными семенами.

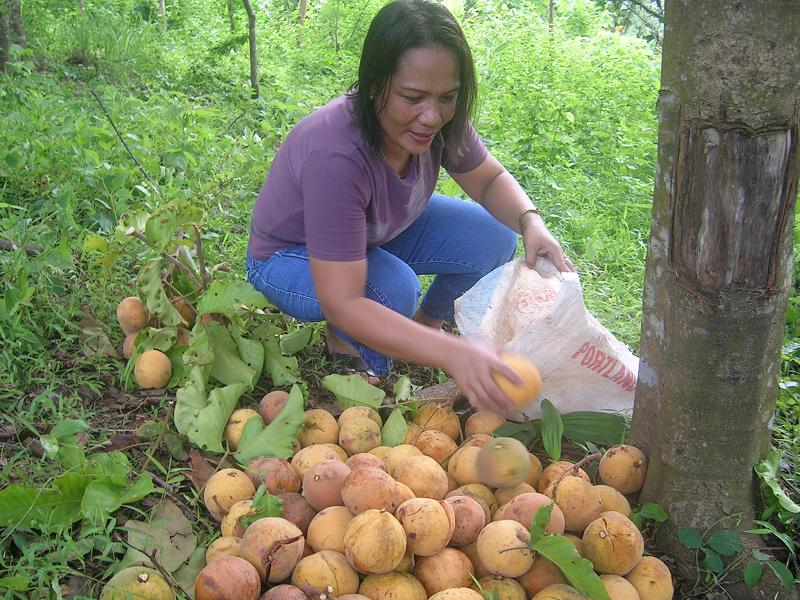
Сбор сорванных плодов у подножия сантола (Южная Замбоанга, Минданао, Филиппины). Фото от Riza.

## Распространение
Родина сантола — Вьетнам, Камбоджа, Южный Лаос и Малайский полуостров. Оттуда он распространился в Индию, Индонезию, на Филиппины и Маврикий. Сантол широко культивируется в этих странах и даёт хорошие урожаи.

## Использование
Плоды сантола съедобны в необработанном виде. Из него также изготавливаются джемы, желе, мармелад и алкогольные напитки. Семена сантола несъедобны и могут приводить к кишечным расстройствам.
Древесина сантола проста в обработке и полировке.
Листья и кора используются в медицине для приготовления припарок, некоторое части листьев обладают противовоспалительным действием. Также в экспериментах было обнаружено, что экстракты из стебля сантола имеют противораковый эффект. Экстракт из семян сантола обладает инсектицидными свойствами.